# Jacob Damgaard
Jacob Damgaard Eriksen (* 31. Juli 1985) ist ein dänischer Badmintonspieler. 

## Karriere
Jacob Damgaard gewann in seiner Heimat im Jahr 2000 den Nachwuchstitel im Herrendoppel in der Altersklasse U15. Bei den Irish Open 2006 wurde er bei den Erwachsenen Dritter im Herreneinzel. 2010 belegte er Rang zwei im Einzel bei den Iceland International.

## Sportliche Erfolge
| Saison    | Veranstaltung                                    | Disziplin    | Platz | Name                                                 |
| --------- | ------------------------------------------------ | ------------ | ----- | ---------------------------------------------------- |
| 1999/2000 | Dänemark: Einzelmeisterschaften der Junioren U15 | Herrendoppel | 1     | Morten B. Larsen, Herlev / Jacob Damgaard, Nr. Broby |
| 2006      | Irish Open                                       | Herreneinzel | 3     | Jacob Damgaard                                       |
| 2010      | Iceland International                            | Herreneinzel | 2     | Jacob Damgaard                                       |